# Watkin Williams-Wynn (5e baronnet)
Watkin Williams-Wynn, 5e baronnet (25 octobre 1772 - 6 janvier 1840) est un propriétaire gallois et homme politique conservateur qui siège à la Chambre des communes de 1794 à 1840.

## Biographie
Il est le fils de Watkin Williams-Wynn (4e baronnet) et sa deuxième épouse, Charlotte, fille de George Grenville, un ancien Premier Ministre, dont la sœur Hester épouse William Pitt l'Ancien. Williams-Wynn est donc cousin de William Pitt le Jeune.
Il fait ses études à la Westminster School et au Christ Church, Oxford. Il succède à son père comme baronnet le 29 juillet 1789. Il reçoit l'hon. DCL à Oxford en 1793 et est Lord Lieutenant du Merionethshire de 1793 à 1840 et Lord Lieutenant du Denbighshire de 1796 à 1840. En 1819, Williams-Wynn est admis au Magdalene College de Cambridge et obtient une maîtrise. Il décline plusieurs offres de pairie. Dans les années suivantes, Williams-Wynn retourne à la Westminster School tous les jours de la Saint-David où il offre à tous les garçons gallois qu'il connait une guinée et à son filleul Stapleton Cotton deux.
Il est élu député pour Beaumaris en 1794 et occupe le siège jusqu'en 1796, quand son oncle Robert Watkin Wynne prend sa retraite lui permettant d'être élu député de Denbighshire à sa place. Il occupe le siège jusqu'à sa mort en 1840.
Il est maire d'Oswestry en 1800 et 1831 et de Chester en 1813.
Plus grand propriétaire foncier du nord du pays de Galles et contrôlant de nombreux sièges au Parlement, il est surnommé, tout au moins par lui-même, le « prince au pays de Galles ». Il a un vif intérêt pour les affaires militaires. En 1794, il lève un régiment de cavalerie appelé Ancient British Fencibles et prend part à la répression de la rébellion irlandaise de 1798. Alors qu'ils sont connus sous le nom de « agneaux de Sir Watkin » et « terreur des rebelles », il doit se défendre contre des accusations de cruauté parmi les Irlandais. Il les commande jusqu'à leur dissolution en 1800, après que Williams-Wynn ait demandé en vain qu'ils soient déployés en service extérieur,. Colonel de la milice du Denbighshire depuis 1797, il se déploie avec un bataillon d’entre eux sous son parent, Richard Temple-Nugent-Brydges-Chandos-Grenville (1er duc de Buckingham et Chandos) pour servir en France de mars à juin 1814. Initialement dans l’intention de se lier au duc de Wellington, à la tête de l'armée venue d’Espagne avant l’intervention de l’armistice français, ils sont placés en garnison à Bordeaux où il est connu par la population locale comme « le gros commandant Whof Whof Whof », car il pèse plus de 100 kg. Il devient également colonel commandant de la cavalerie du Denbighshire Yeomanry en 1820 et est aide de camp de la milice galloise auprès du roi Guillaume IV de 1830 à 1837 et de la reine Victoria de 1837 jusqu'à sa mort.

## Famille
Williams-Wynn épouse Henrietta Antonia Clive, fille aînée d'Edward Clive (1er comte de Powis), et Henrietta Herbert, le 4 février 1817. Son épouse est décédée le 22 décembre 1835, à l'âge de 49 ans.
Il meurt à Wynnstay Hall, le 6 janvier 1840, à l'âge de 67 ans. Il est inhumé à Ruabon, dans le Denbighshire. Son fils homonyme, Watkin Williams-Wynn (6e baronnet), lui succède comme baronnet et est député de Denbighshire.